# Иннокентий (Покровский)
Инноке́нтий Покро́вский (1789—1840) — архимандрит Русской православной церкви.

## Биография
Родился в 1789 году; происходил из духовного звания. Успешно окончив курс в Воронежской духовной семинарии с 17 ноября 1812 года был сельским священником. 
С 1822 года он был учителем, а с 1823 года инспектором Воронежского духовного училища. 

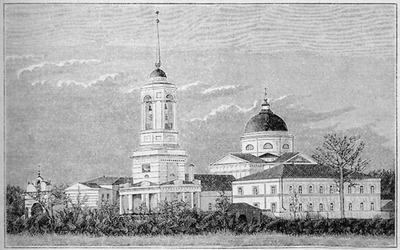
Валуйский монастырь

6 июня 1824 года Покровский постригся в монашество с именем Иннокентий. 
В 1829 году Иннокентий Покровский был назначен строителем Валуйского Успенского Николаевского монастыря. В том же году объявлено ему Высочайшее благоволение за труды по Воронежскому попечительному комитету о бедных, членом которого он состоял с 1827 года. 
В 1831 году отец Иннокентий был определен смотрителем Духовного и Уездного училищ города Киева, а в 1836 году перешел на ту же должность в Новочеркасск. 
За свою полезную педагогическую деятельность Иннокентий Покровский дважды получал особые награды. С 1832 года он был включен в число соборных иеромонахов Киево-Печерской лавры. 
22 августа 1836 года Иннокентий Покровский был произведен во архимандрита без управления монастырем. В 1838 году ему дана за отличную службу в управление Черноморская Екатерино-Лебяжская пустынь в Кубанской области Екатеринодарского округа.
Иннокентий Покровский умер 18 августа 1840 года.